# Instrucciones para John Howell
Instrucciones para John Howell es un cuento del escritor argentino Julio Cortázar, incluido en la colección Todos los fuegos el fuego, publicado en 1966.

## Argumento
El cuento trata de una obra de teatro. Uno de los espectadores, Rice, es propuesto por un hombre para suplantar en el segundo acto de la función al actor que ha encarado el personaje de John Howell. La protagonista de la obra le susurra al oído "no dejes que me maten, quédate conmigo hasta el final". A Rice lo echan de la obra y vuelve a entrar en la sala como espectador y ve morir a la protagonista. Sale del teatro y huye. Se encuentra con el primer actor que interpreta a Howell, quién también huía. A ambos los perseguían los misteriosos hombres del teatro. El narrador dice que un teatro no es más que un pacto con el absurdo, su ejercicio eficaz y lujoso.